# Acton (regionale Grafschaftsgemeinde)
Acton ist eine regionale Grafschaftsgemeinde (französisch municipalité régionale du comté, MRC) in der kanadischen Provinz Québec.
Sie liegt in der Verwaltungsregion Montérégie und besteht aus acht untergeordneten Verwaltungseinheiten (eine Stadt, zwei Gemeinden, eine Kantonsgemeinde, ein Dorf und drei Sprengel). Die MRC wurde am 1. Januar 1982 gegründet. Der Hauptort ist Acton Vale. Die Einwohnerzahl beträgt 15.594 (Stand: 2016) und die Fläche 579,80 km², was einer Bevölkerungsdichte von 26,9 Einwohnern je km² entspricht.

## Gliederung
Stadt (ville)
- Acton Vale

Gemeinde (municipalité)
- Béthanie
- Upton

Kantonsgemeinde (municipalité de canton)
- Roxton

Dorf (municipalité de village)
- Roxton Falls

Sprengel (municipalité de paroisse)
- Sainte-Christine
- Saint-Nazaire-d’Acton
- Saint-Théodore-d’Acton

## Angrenzende MRC und vergleichbare Gebiete
- Drummond
- Le Val-Saint-François
- La Haute-Yamaska
- Les Maskoutains